# Boissy-le-Bois

Boissy-le-Bois este o comună în departamentul Oise, Franța. În 1 ianuarie 2018 avea o populație de 187 de locuitori.